# Plaza Macario Yepez

## Historia
Un monumento eclesiástico que originalmente era conocido como Plaza Cruz Blanca o Cruz Salvadora en razón de que allí se encuentra erigida una Cruz Blanca para conmemorar la llegada de la Divina Pastora a Barquisimeto, pero no es hasta el año 1952 donde la fundación de Barquisimeto construye en el lugar La Plaza Macario Yépez haciendo homenaje al insigne larense, en razón de que formó parte de una de las más altas cumbres del pensamiento y la política, tanto como estuvo vinculado con la tradición espiritual de la ciudad, así como también por la actitud asumida por su parte en el año 1856, cuando una epidemia de cólera azotaba a varias ciudades del país.
No solamente le oró y rogó a la Divina Pastora, sino que ofrendó su vida en sacrificio pleno de bondad y entrega para que cesase la epidemia que azotaba a la comunidad en aquel entonces. Sobre este particular, sus instalaciones están situadas en las inmediaciones del Barrio Cruz Blanca, específicamente en la Carrera 19 con calle 8; donde es costumbre que cada  14 de enero sea lugar de convocatoria de la masiva procesión mariana por la Divina Pastora, en la que se alzó una estatua en bronce del Padre Macario Yépez, imagen de una altura de 1,50 metros aproximadamente. 
Y que además este tributo contiene en la cara frontal del pedestal una placa conmemorativa de metal que dice: "El Pueblo de Barquisimeto en homenaje al presbítero Macario Yépez iniciador al culto de la Divina Pastora. El 14 de enero de 1855. Barquisimeto 1952"; desde entonces, cada año las autoridades estatales y la feligresía barquisimetana se congregan en este lugar para recordar el milagro, de la notable disminución de la gran dolencia colectiva, estableciéndose así la devoción de llevar anualmente a la Divina Pastora a la ciudad y festejar su presencia.

## Características de la plaza
Posee una superficie de unos 800 m²; consta de varios niveles escalonados y está decorada con gran cantidad de jardineras. La estatua se encuentra sobre un pedestal de forma rectangular de granito rojo pulido, que termina de forma escalonada en la parte inferior. Posteriormente diagonal al monumento instauraron en este una imagen de la Divina Pastora.

## Contexto urbano y social
Es querida por los habitantes cercanos a ella, se experimentan diversas actividades cargadas de diversiones, rescate del arte, folklore y celebraciones de días especiales. Además mediante la Fundación Macario Yépez, se realizan fiestas navideñas para los niños de bajos recursos brindando un día especial lleno de alegrías y emociones.